# Open Championship 2018
Open Championship 2018 là giải đấu thứ 147 của Open Championship, được tổ chức từ ngày 19 đến 22 tháng 7 năm 2018 tại sân Carnoustie Golf Links ở Angus, Scotland. Đây là lần thứ 8 một giải Open Championship thi đấu tại Carnoustie.
Điều kiện thi đấu của giải năm nay bất thường do hệ quả của sóng nhiệt tại Scotland, tạo ra những vùng fairway nâu và khô cứng cũng như luồng gió khô. Những vùng fairway chơi rất nhanh, một vài người chơi có thể đánh bóng xa hơn 400 yard.
Francesco Molinari đã ghi một điểm bogey ở vòng đấu cuối thứ 69 để giành danh hiệu major với hai cú shot trước Kevin Kisner, Rory McIlroy, Justin Rose và Xander Schauffele. Anh cũng là người Ý đầu tiên vô địch một giải major.